# Провазник, Франтишек
Франтишек Провазник (чеш. František Provazník; род. 7 февраля 1948[…], Прага[…]) — чехословацкий гребец, выступавший за сборную Чехословакии по академической гребле в начале 1970-х годов. Бронзовый призёр летних Олимпийских игр в Мюнхене, обладатель бронзовой медали чемпионата Европы, победитель первенств национального значения. Впоследствии — успешный фотограф.

## Биография
Франтишек Провазник родился 7 февраля 1948 года в Праге.
Впервые заявил о себе в академической гребле на международном уровне в сезоне 1971 года, когда вошёл в состав чехословацкой национальной сборной и выступил в восьмёрках на чемпионате Европы в Копенгагене — сумел квалифицироваться лишь в утешительный финал В и расположился в итоговом протоколе соревнований на седьмой строке.
Наивысшего успеха в своей спортивной карьере добился в 1972 году на Олимпийских играх в Мюнхене — в составе распашного четырёхместного экипажа, куда также вошли гребцы Карел Неффе, Владимир Янош, Отакар Маречек и рулевой Владимир Петршичек, в решающем финальном заезде финишировал третьим позади команд из ФРГ и ГДР, завоевав тем самым бронзовую олимпийскую медаль.
После мюнхенской Олимпиады Провазник ещё в течение некоторого времени оставался действующим спортсменом и продолжал принимать участие в крупнейших международных регатах. Так, в 1973 году он выиграл бронзовую медаль в распашных четвёрках с рулевым на чемпионате Европы в Москве.
Впоследствии окончил двухлетний курс фотоискусства на Факультете кино и телевидения Академии музыкальных искусств в Праге и проявил себя как фотограф, организатор множества персональных выставок в Англии и Чехии.